# Каран Македонски
Ка̀ран (на гръцки: Κάρανος) е първият цар на Древна Македония през 808 – 777/776 г. пр. Хр. и основател на династията Аргеади, наричана още Темениди. Според Диодор той е потомък на Херакъл (Диодор 7, 17.).
Син е на Аристодамид (цар на Аргос), син на цар Мероп. Прадядо е на Александър Велики по 17 коляно. Брат е на Фидон (или Федон), цар на Аргос.
Когато баща му умира, Каран е изгонен от Аргос от брат му Фидон. Каран отива в Делфи и пита оракула, който му казва, че кози ще го водят и ще го заведат до бъдещото му царство. Каран следва стадо кози, бягащи от буря и така стига в Едеса в Ематия.
Едеса става негова столица и я нарича Еге (от старогръцки: αίξ = коза или αιγίς = буря), днес Вергина.